# FK Jagodina
FK Jagodina je srpski nogometni klub iz istoimenog grada. 

## Stadion
Stadion u Jagodini može primiti 15.000 ljudi. Djelomično je obnovljen 2007., kada su postavljena nova sjedala, natkrivena zapadna tribina i napravljena VIP loža. U rujnu 2009. i sjeverna tribina stadiona je natkrivena. Dana 25. studenog 2012. odigrana je prva utakmica pod reflektorima na jagodinskom stadionu.

## Vanjske poveznice
- Službene stranice kluba